# Can Xacó (Maçanet de Cabrenys)
Can Xacó és una casa de Maçanet de Cabrenys (Alt Empordà) inclosa a l'Inventari del Patrimoni Arquitectònic de Catalunya.

## Descripció
Edifici situat a prop del nucli antic del poble. És una casa de planta rectangular, amb baixa, pis i golfes que ha estat rehabilitat recentment, però encara conserva la seva estructura original. A la planta baixa encara es conserven la major part de les obertures originals, com dues portes d'accés, una en arc rebaixat i l'altra de mig punt amb grans dovelles de pedra. El pis superior, com la planta golfes, té les obertures carreuades, amb carreus ben tallats. La façana posterior, té terrasses a cadascun dels pisos, així com un porxo a la planta baixa. La coberta de la casa és amb un teulat a dues vessants.